# Voetbalkampioenschap van het Ertsgebergte 1914/15
In 1914/15 werd het derde voetbalkampioenschap van het Ertsgebergte gespeeld, dat georganiseerd werd door de Midden-Duitse voetbalbond. Door het uitbreken van de Eerste Wereldoorlog werd de competitie niet beëindigd.

## 1. Klasse

### Ostkreis
| Plaats | Club                            | Wed. | W | G | V | Saldo | Ptn. |
| ------ | ------------------------------- | ---- | - | - | - | ----- | ---- |
| 1.     | BV 1908 Thum                    | 5    | 5 | 0 | 0 | 26:5  | 10:0 |
| 2.     | VfB 1912 Geyer                  | 4    | 2 | 0 | 2 | 12:12 | 4:4  |
| 3.     | FC Sturmvogel Ehrenfriedersdorf | 2    | 1 | 0 | 1 | 5:5   | 2:2  |
| 4.     | VfB 09 Annaberg                 | 4    | 1 | 0 | 3 | 12:12 | 2:6  |
| 5.     | SpC Sparta Herold               | 3    | 0 | 0 | 3 | 4:25  | 0:6  |

### Westkreis
| Plaats | Club                    | Wed. | W | G | V | Saldo | Ptn. |
| ------ | ----------------------- | ---- | - | - | - | ----- | ---- |
| 1.     | BC S.Vg. Niederschlema  | 3    | 2 | 0 | 1 | 8:5   | 25   |
| 2.     | FC Concordia Schneeberg | 2    | 1 | 0 | 1 | 2:2   | 21   |
| 3.     | FC Alemannia 1908 Aue   | 2    | 1 | 0 | 1 | 6:5   | 18   |
| 4.     | BC Olympia Grünhain     | 2    | 1 | 0 | 1 | 2:4   | 9    |
| 5.     | FC Sturm Beierfeld      | 1    | 0 | 0 | 1 | 1:3   | 8    |